# India Open 1982
Die India Open 1982 (damals noch als Indian Masters bezeichnet) im Badminton fanden vom 12. bis zum 15. August 1982 in Hyderabad statt.

## Finalergebnisse
| Disziplin    | Sieger                           | Finalist                      | Ergebnis     |
| ------------ | -------------------------------- | ----------------------------- | ------------ |
| Herreneinzel | Lius Pongoh                      | Icuk Sugiarto                 | 15–12, 15–5  |
| Dameneinzel  | Jane Webster                     | Yoshiko Yonekura              | 11–3, 11–5   |
| Herrendoppel | Thomas Kihlström Stefan Karlsson | Park Joo-bong Lee Eun-ku      | 15–10, 15–12 |
| Damendoppel  | Gillian Clark Gillian Gilks      | Jane Webster Karen Chapman    | 15–1, 15–8   |
| Mixed        | Billy Gilliland Karen Chapman    | Thomas Kihlström Jane Webster | 18–14, 15–11 |